# رود پویما
رود پویما (انگلیسی: Poyma) یک رودخانه در سرزمین پریمورسکی کشور روسیه است.